# Franc Ošljak
Franc Ošljak, slovenski častnik, * 26. junij 1951, Maribor.
Polkovnik Ošljak je upokojeni častnik Slovenske vojske.

## Vojaška kariera
- obrambni ataše v Beogradu (2004–2009)
- poveljnik poveljstva enot za podporo Slovenske vojske (1. julij 2003–9. januar 2004)
povišan v polkovnika (18. maj 2001)
- načelnik sektorja za kadrovske zadeve J-1 GŠSV (9. april 2001–1. julij 2003)
- poveljnik 72. brigade Slovenske vojske (1997–9. april 2001)

## Odlikovanja, priznanja
- zlata medalja Slovenske vojske (16. maj 1993)
- bronasta medalja Slovenske vojske (11. maj 2000)